# Oncodamus
Oncodamus là một chi nhện trong họ Nicodamidae.